# Хэнсон, Стэн
Стэнли Хэнсон (англ. Stanley Hanson; 27 декабря 1915 — 24 ноября 1987) — английский футболист, игравший на позиции вратаря в составе «Болтон Уондерерс» на протяжении всей своей карьеры.

## Биография
Хэнсон — уроженец Бутла, норвежского происхождения. У него был брат Альф, известный по выступлениям за «Ливерпуль» и за «Челси».
Начинал карьеру как любитель в 1933 году, тренируясь с составом «Ливерпуля» и «Саупторта». Однако ни там, ни там в основном составе он не провёл ни матча. Отклонив предложение «Астон Виллы», в октябре 1935 года он стал игроком «Болтона». Полноценный его дебют состоялся только в сезоне 1938/1939. Во время Второй мировой войны он служил в 53-м Болтонском полку полевой артиллерии; участвовал в боях во Франции, после разгрома французской армии спешно эвакуировался. В 1942 году Хэнсон играл за команду своего полка в Багдаде против команды Армии Андерса (болтонцы победили 4:2), в 1943 году участвовал в высадке союзных войск в Италии.
После войны он выступал в Первом дивизионе Футбольной лиги за «Болтон», играя почти до 40 лет. В 1953 году Хэнсон играл в финале Кубка Англии против «Блэкпула» (поражение «Болтона» 3:4). После завершения игровой карьеры тренировал резерв «Болтона», а также был начальником почтового отделения у стадиона «Бернден Парк».